# Tiro esportivo nos Jogos Pan-Americanos de 2015 - Carabina três posições 50 m masculino
A categoria da carabina três posições  50 m masculino foi um dos eventos do tiro esportivo nos Jogos Pan-Americanos de 2015, em Toronto. Foi disputada no dia 19 de julho no Pan Am Shooting Centre em Innisfil. 

## Calendário
Horário local (UTC-4)
| Data        | Horário | Fase         |
| ----------- | ------- | ------------ |
| 19 de julho | 9:15    | Qualificação |
| 19 de julho | 13:00   | Final        |

## Medalhistas
| Ouro   | CUB Reinier Estpinan |
| Prata  | USA George Norton    |
| Bronze | USA Ryan Anderson    |

## Resultados

### Qualificação
Participaram da competição 23 atiradores. Para a final, se classificaram os 8 melhores.
| Pos. | Atirador           | Nacionalidade            | Ajoelhado | Deitado | Em pé | Total    | Notas |
| ---- | ------------------ | ------------------------ | --------- | ------- | ----- | -------- | ----- |
| 1    | José Luis Sánchez  | MEX México               | 391       | 398     | 381   | 1170-55x | Q,    |
| 2    | Ryan Anderson      | USA Estados Unidos       | 387       | 394     | 386   | 1167-54x | Q     |
| 3    | Bruno Heck         | BRA Brasil               | 390       | 396     | 372   | 1158-54x | Q     |
| 4    | Luis Morales       | MEX México               | 384       | 395     | 376   | 1155-42x | Q     |
| 5    | George Norton      | USA Estados Unidos       | 372       | 398     | 384   | 1154-52x | Q, A2 |
| 6    | Reinier Estpinan   | CUB Cuba                 | 387       | 396     | 368   | 1151-46x | Q     |
| 7    | Julio Iemma        | VEN Venezuela            | 381       | 389     | 381   | 1151-44x | Q     |
| 8    | Cristian Santacruz | ECU Equador              | 382       | 396     | 369   | 1147-43x | Q     |
| 9    | Grzegorz Sych      | CAN Canadá               | 386       | 395     | 362   | 1143-44x |       |
| 10   | Octavio Sandoval   | GUA Guatemala            | 377       | 389     | 376   | 1142-38x |       |
| 11   | Elias San Martin   | CHI Chile                | 383       | 389     | 369   | 1141-30x |       |
| 12   | Alexander Molerio  | CUB Cuba                 | 374       | 388     | 377   | 1139-34x |       |
| 13   | Leonardo Moreira   | BRA Brasil               | 376       | 394     | 368   | 1138-40x |       |
| 14   | Ángel Velarte      | ARG Argentina            | 377       | 395     | 364   | 1136-35x |       |
| 15   | Pablo Álvarez      | ARG Argentina            | 380       | 390     | 365   | 1135-48x |       |
| 16   | Raul Vargas        | VEN Venezuela            | 371       | 385     | 371   | 1127-29x |       |
| 17   | Daniel Vizcarra    | PER Peru                 | 376       | 391     | 351   | 1118-40x |       |
| 18   | Oliser Zelaya      | ESA El Salvador          | 375       | 379     | 364   | 1118-31x |       |
| 19   | Israel Gutierrez   | ESA El Salvador          | 371       | 380     | 362   | 1113-29x | A2    |
| 20   | Anyelo Parada      | CHI Chile                | 370       | 386     | 352   | 1108-25x |       |
| 21   | Michal Dugovic     | CAN Canadá               | 369       | 387     | 351   | 1107-28x |       |
| 22   | Hosman Duran       | DOM República Dominicana | 369       | 391     | 327   | 1087-27x |       |
| 23   | Allan Chinchilla   | GUA Guatemala            |           |         |       | DSQ      |       |

### Final
| Pos.              | Atirador           | Nacionalidade      | Ajoelhado            | Deitado              | Em pé           | 1          | 2          | 3          | 4          | 5          | Total | Notas |
| ----------------- | ------------------ | ------------------ | -------------------- | -------------------- | --------------- | ---------- | ---------- | ---------- | ---------- | ---------- | ----- | ----- |
| Medalha de ouro   | Reinier Estpinan   | CUB Cuba           | 154.3 52.4 50.5 51.4 | 307.4 50.7 50.8 51.6 | 401.4 44.9 49.1 | 411.4 10.0 | 421.4 10.0 | 431.9 10.5 | 441.3 9.4  | 450.4 9.1  | 450.4 | FPR   |
| Medalha de prata  | George Norton      | USA Estados Unidos | 148.5 50.9 48.6 49.0 | 299.6 50.5 51.5 49.1 | 399.2 49.2 50.4 | 407.1 7.9  | 417.0 9.9  | 427.6 10.6 | 437.9 10.3 | 447.9 10.0 | 447.9 |       |
| Medalha de bronze | Ryan Anderson      | USA Estados Unidos | 143.7 50.4 47.0 46.3 | 297.7 50.6 51.5 52.1 | 397.5 51.3 48.3 | 407.6 10.1 | 418.5 10.9 | 427.8 9.3  | 437.3 9.5  |            | 437.3 |       |
| 4                 | Luis Morales       | MEX México         | 150.2 50.1 51.2 48.9 | 303.5 50.5 50.8 52.0 | 399.2 48.0 47.7 | 409.1 9.9  | 418.0 8.9  | 427.4 9.4  |            |            | 427.4 |       |
| 5                 | Bruno Heck         | BRA Brasil         | 150.9 51.5 49.0 50.5 | 300.2 49.8 49.2 50.3 | 393.9 48.8 44.9 | 404.7 10.8 | 412.2 7.5  |            |            |            | 412.2 |       |
| 6                 | José Luis Sánchez  | MEX México         | 148.3 48.5 49.5 50.3 | 301.4 51.8 50.4 50.9 | 392.0 43.4 47.2 | 402.3 10.3 |            |            |            |            | 402.3 |       |
| 7                 | Julio Iemma        | VEN Venezuela      | 144.3 44.8 49.8 49.7 | 291.0 48.1 48.4 50.2 | 385.3 46.2 48.1 |            |            |            |            |            | 385.3 |       |
| 8                 | Cristian Santacruz | ECU Equador        | 140.1 45.8 44.1 50.2 | 289.7 51.2 49.1 49.3 | 381.3 43.3 48.3 |            |            |            |            |            | 381.3 |       |